# Rallye Bohemia 1989
Rallye Bohemia 1989 (Oficiálně XVI. Rallye Bohemia) byla součástí mistrovství ČSSR v rallye 1989. Zvítězila zde rakouská posádka Raimund Baumschlager a Ruben Zeltner na voze Volkswagen Golf II GTI 16V. Na startu bylo 116 posádek z 18 zemí. Trať měřila 892 km a měla 33 rychlostních zkoušek.

## Průběh soutěže
Velkým favoritem na vítězství byl ital Arleti na voze Lancia Delta HF, který startoval jako první. Na šotolinových úsecích ale čistil trať a do vedení se dostal Baumschlager. Největší ztrátu nabral Arleti v devátém testu, kde na něj Rakušan najel náskok 40 sekund. V průběhu dne se před Arletiho dostal ještě Hopfner. Za první trojicí bylo pořadí Alessandrini, Strömberg a Bruno Thiry. Kvůli technickým závadám odstoupili Koper, Holub, Schlager a Sedlář. Munster havaroval a urazil kolo.
V druhé etapě odstoupil brzy Hopfer, který havaroval. Technické problémy mohly za odstoupení jezdců Pavla Janeby a Petra Sibery z týmu Škoda Motorsport. V průběhu celého dne Arleti útočil na Baumschlagera a stáhnul ztrátu na půl minuty. Na posledním testu navíc Baumschlagera postihl defekt. Přesto s náskokem pěti sekund v soutěži zvítězil. Defekt postihl i Monina a na jeho místo se posunul Polášek. Sedmý Magnietti měl poruchu v posledním testu a tak se Polášek a za ním jedoucí Václav Arazim posunuli o další pozici. Nejlepší tovární vůz Škoda Favorit pilotoval Berger a dojel na 25. pozici.

## Výsledky
1. Raimund Baumschlager, Ruben Zeltner - Volkswagen Golf II GTI 16V
2. Arletti, Iulli - Lancia Delta HF
3. Alessandrini, Alessandrini - Lancia Delta HF Integrale
4. Bruno Thiry, Delaux - Audi 90 Quattro
5. Strömberg, Johansson - Saab 900 Turbo
6. Attila Ferjancz, Tandari - Lancia Delta HF Integrale
7. Karlsson, Ericsson - Peugeot 205 GTI
8. Polášek, Mrkvan - Škoda 130 L
9. Václav Arazim, Jůlius Gál - Škoda 130 L
10. Pipota, Šedivý - Škoda 130 L